# El ataque de las chicas cocodrilo
«El ataque de las chicas cocodrilo» es una canción del grupo de pop español Hombres G, que fue lanzada en el año de 1986.

## Descripción
Originalmente el tema fue publicado como el quinto sencillo que publicó la banda en 1983 en Discos Lollipop, aunque en ese momento pasó sin pena ni gloria al igual que otros temas famosos. Tres años más tarde recuperan la canción juntos con toras y la incluyen en su segundo álbum de estudio La cagaste... Burt Lancaster. Es en ese momento, en plena eclosión de la banda, cuando el álbum y este tema en concreto se encumbran en lo más alto de las listas de éxitos. La canción vuelve a publicarse como sencillo y se convirtió en otro éxito más de la banda y en la historia de Hombres G.

## Lista de canciones

### CD - Sencillo[6]
| El ataque de las chicas cocodrilo — Single |                                     |          |  |
| N.º                                        | Título                              | Duración |  |
| 1.                                         | «El ataque de las chicas cocodrilo» | 3:04     |  |
| 2.                                         | «La carretera»                      | 4:08     |  |

## Versiones
En 2017 el cantante mexicano Aleks Syntek cantó a dueto con el líder la banda David Summers la versión y posteriormente fue lanzada para su álbum Trasatlántico teniendo buena aceptación de sus fanes y después fue lanzada a radios nacionales.
En 2023 la agrupación colombiana Morat hace el cover a dueto con la banda española, que se publicó tiempo después.